# Plovdiv Peak
Plovdiv Peak är en bergstopp i Antarktis. Den ligger i Sydshetlandsöarna. Argentina, Chile och Storbritannien gör anspråk på området. Toppen på Plovdiv Peak är 491 meter över havet.
Terrängen runt Plovdiv Peak är kuperad åt nordost, men åt sydväst är den bergig. Havet är nära Plovdiv Peak åt sydost. Trakten är glest befolkad. Närmaste befolkade plats är St. Kliment Ohridski Base, 17,5 kilometer väster om Plovdiv Peak. 